# Lilium iridollae
Lilium iridollae là một loài thực vật có hoa trong họ Liliaceae. Loài này được M.G.Henry miêu tả khoa học đầu tiên năm 1947.